# Sportpark Eschen-Mauren

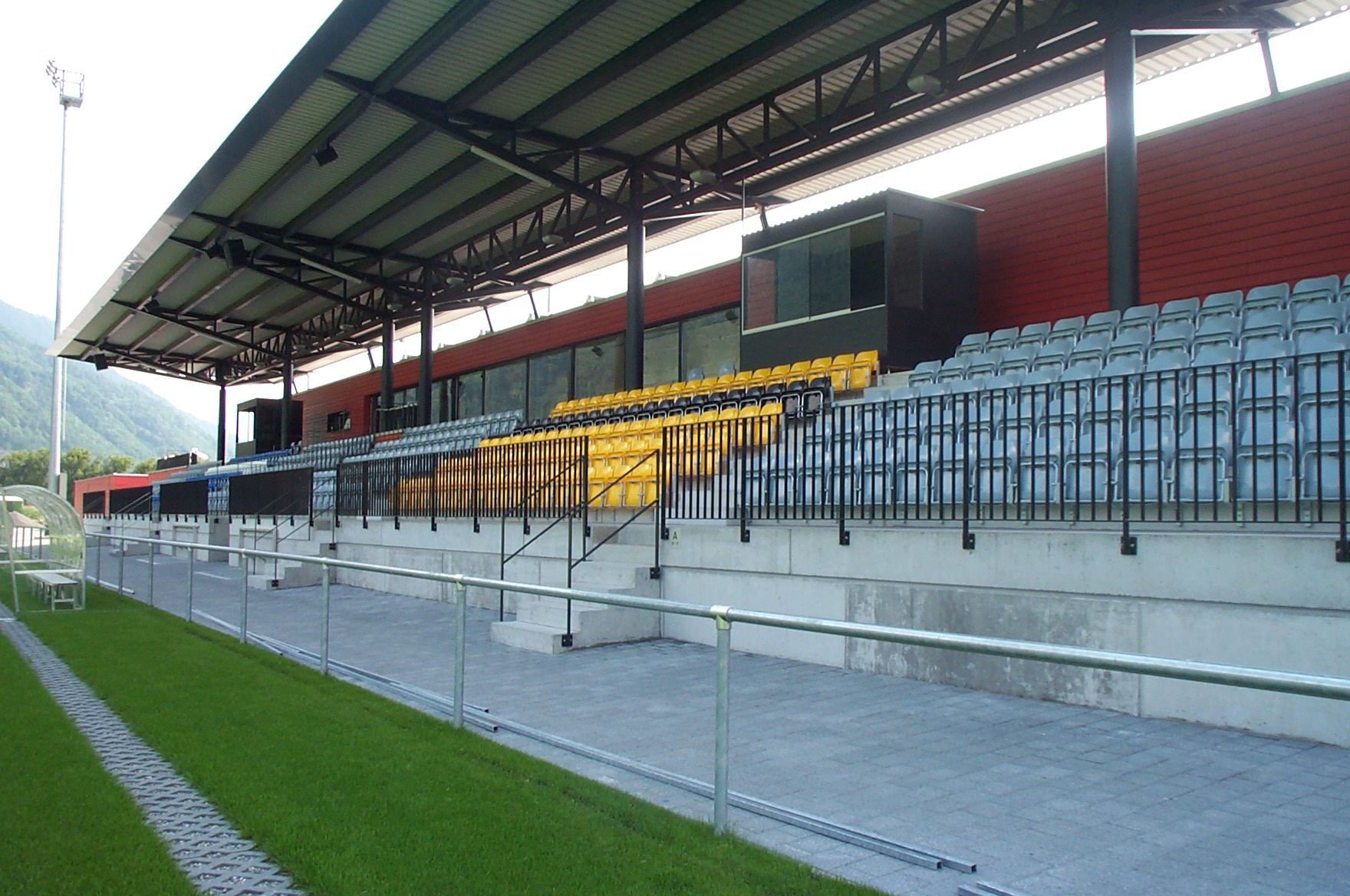
Widok na trybunę główną

Sportpark Eschen-Mauren – stadion piłkarski w Eschen w Liechtensteinie. Został otwarty w roku 1975. Jego pojemność wynosi 6000 widzów. Swoje mecze rozgrywa na nim drużyna USV Eschen/Mauren.